# Ryan Mackenzie

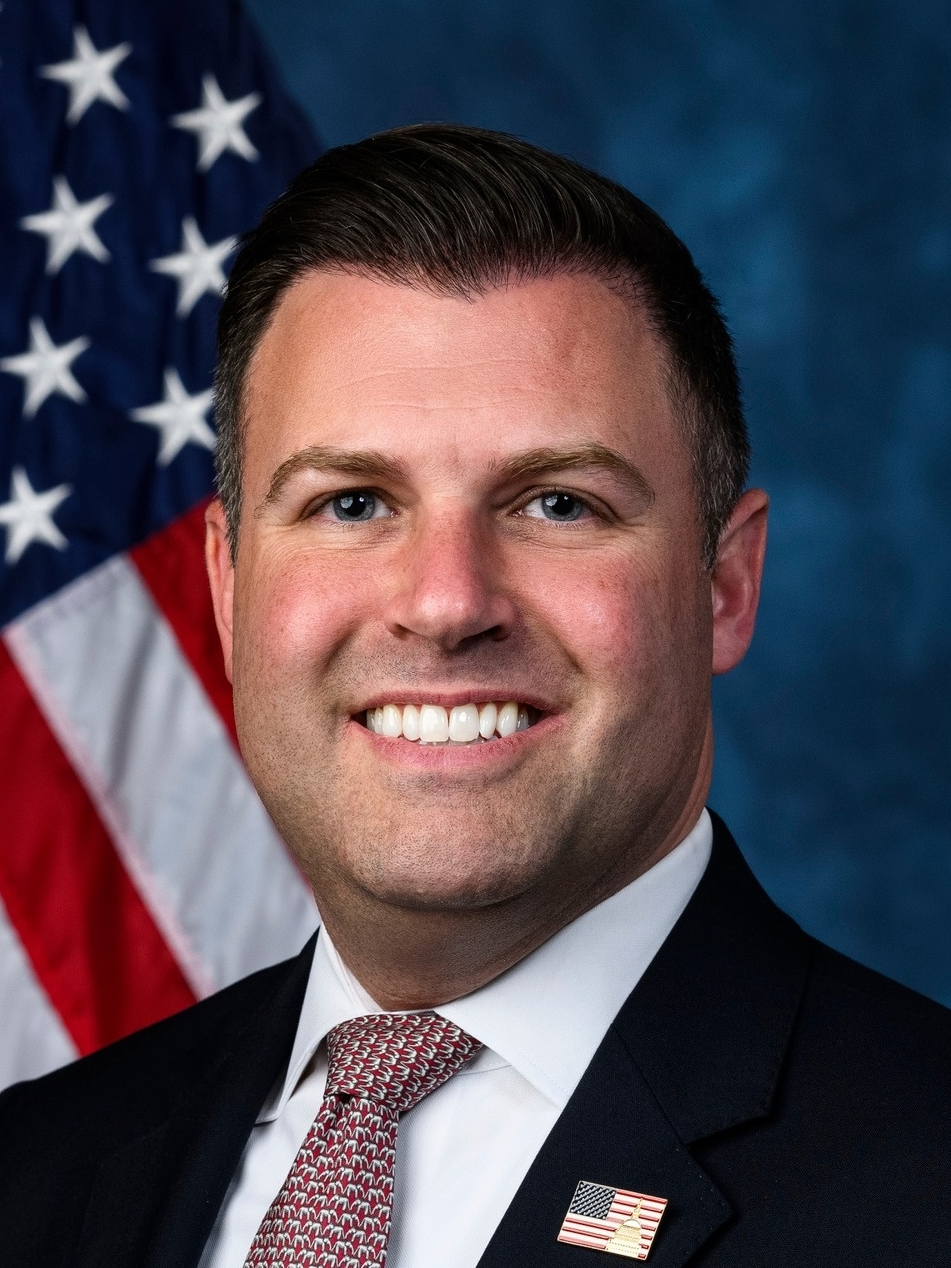
Ryan Mackenzie (2025)

Ryan Edward Mackenzie (* 3. August 1982 in Allentown, Pennsylvania) ist ein US-amerikanischer Politiker der Republikanischen Partei. Nach sechs Legislaturperioden als Abgeordneter im Repräsentantenhaus von Pennsylvania wurde Mackenzie 2024 im 7. Kongresswahlbezirk von Pennsylvania in das Repräsentantenhaus der Vereinigten Staaten gewählt.

## Leben
Nachdem Ryan Mackenzie 2000 von der High School abgegangen war, studierte er an der New York University und ging dort mit einem Bachelor in Finanzwesen und internationalem Handel ab. Ein Studium an der Harvard University beendete Mackenzie mit dem Master of Business Administration.
Er war 2004 Helfer in der Senatswahlkampagne für Pat Toomey. 2007 war er Sachbearbeiter im Arbeitsministerium der Vereinigten Staaten. Dann arbeitete er beim South Whitehall Township in der Abteilung für Parks und Erholungseinrichtungen. Er war 2010 Director des Victory Program der Republikanischen Partei Pennsylvanias und wurde schließlich Policy Director im Pennsylvania Department of Labor and Industry.

## Politik
Nachdem der republikanische Abgeordnete Doug Reichley zurückgetreten war, da er ein Richteramt angenommen hatte, kandidierte Ryan Mackenzie in der Nachwahl im April 2012 im 134. Wahlkreis für das Repräsentantenhaus von Pennsylvania. Er entschied die Wahl mit 59,9 % für sich. In der regulären Wahl im Herbst 2012 gewann er mit 59,6 %. Mangels Herausforderern in den Wahlen 2014 und 2016 wurde er problemlos wiedergewählt. Er war Delegierte bei der Republican National Convention 2016. 2018 besiegte Mackenzie seinen demokratischen Herausforderer mit 57,3 % und 2020 mit 60,1 %. 2022 trat er im 187. Wahlkreis an und konnte sich in der Vorwahl mit 61,3 % durchsetzen. In der Hauptwahl 2022 hatte er dann keinen Widersacher mehr.
Im Juli 2023 erklärte Ryan Mackenzie seine Kandidatur für den 7. Kongresswahlbezirk in der Kongresswahl 2024. Die Vorwahl in der Republikanischen Partei, um gegen die demokratische Amtsinhaberin Susan Wild antreten zu können, konnte er mit 42,6 % für sich entscheiden. Der Ausgang der Wahl in dem Swing District im Lehigh Valley in einem Swing State galt als Indikator für den Ausgang der 2024er-Wahlen und zog damit Parteiprominenz beider Seiten an. Mackenzie konnte sich in der Hauptwahl zum 119. Kongress mit 50,5 % zu 49,5 % gegen Wild durchsetzen. Er trat sein Amt im Repräsentantenhaus des 119. Kongresses am 3. Januar 2025 an.